# Otto Wessely

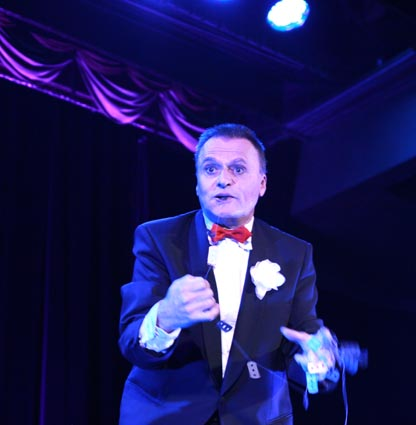
Otto Wessely

Otto Wessely (* 13. Mai 1945 in Wien) ist ein österreichischer Zauberkünstler.

## Leben
Von 1963 bis 1969 trat Wessely im Wiener Prater auf. 1973 wurde er zum ersten Mal an das Olympia in Paris verpflichtet. 1985 erhielt er einen Vertrag für mehrere Jahre im berühmten Cabaret „Crazy Horse“ in Paris.
Für die französische Zauberzeitschrift „Magicus“ schreibt er häufig Artikel und seit 2010 erscheint seine Kolumne unter dem Titel „Das harte Künstlerleben“ in der deutschen Zeitschrift für Zauberkunst Magische Welt.
Otto Wessely lebt und arbeitet mit seiner Frau seit 1971 in Paris.

## Auszeichnungen
- 1971: The British-Ring-Shield, England
- 1982: 1. Preis Comedy-Magic, Lausanne FISM-Weltmeisterschaft der Zauberkunst
- 2017: Auszeichnung für das Lebenswerk auf dem 41. Internationalen Zirkusfestival in Monte Carlo[2]
- 2019: Ehren-Magica des Magischen Zirkels von Deutschland (MZvD) für das magische Lebenswerk.[3]

## Werke
- Magische Welt, Heft 4, 2005, 54. Jahrgang.
- Je suis une star comme tout le monde, Autobiographie, 2011.
- Ich bin ein Star wie jeder andere, deutsche Ausgabe, 2012, ISBN 978-3-00-038148-5.